# Lachen Künga Gyeltshen
| Tibetische Bezeichnung                                |
| ----------------------------------------------------- |
| Tibetische Schrift: ལས་ཆེན་ཀུན་དགའ་རྒྱལ་མཚན་              |
| Wylie-Transliteration: Las chen kun dga' rgyal mtshan |

Lachen Künga Gyeltshen (tib. bla chen kun dga' rgyal mtshan; geb. 1432; gest. 1506) war ein Gelehrter der Kadam-Tradition (bKa' gdams pa) des tibetischen Buddhismus. Sein Sitz war das Tsethang-Kloster. 

## Kadam-Chöchung-Werk
Er ist der Verfasser eines recht bekannten Kadam-Chöchung-Werkes, des bka' gdams chos 'byung gsal ba'i sgron me, einer Geschichte der Kadampa, die gewöhnlich auf das Jahr 1494 datiert wird.

## Werke
- bka' gdams kyi rnam par thar pa bka' gdams chos 'byung gsal ba'i sgron me (1494)
  - Ausgabe: Las-chen Kun-dga’ rgyal-mtshan: bKa’ gdams kyi rnam par thar pa bka’ gdams chos ’byung gsal ba’i sgron me. Lhasa 2003.